# Euphorbia jaegeri
Euphorbia jaegeri — вид рослин із родини молочайних (Euphorbiaceae), ендемік Каліфорнії.

## Опис
Це кущ заввишки 15–25 см. Кореневище дерев'янисте. Стебла висхідні, зазвичай запушені, іноді майже голі, кора сірувата. Гілочки заплутані. Листки супротивні, яйцеподібні або еліптичні, цілі, тупі, дрібно запушені. Квітки жовті. Період цвітіння: весна. Коробочки стиснуті біля полюсів, 1.7–2.3 × 1.8–2.7 мм, укриті дрібним запушенням. Насіння від жовтувато-коричневого до сіруватого, вузько-довгасто-яйцеподібне, в перерізі ± 3–4 кутове, 1.4–1.5 × 0.7–0.9 мм, неправильно ямчасте або зі слабкими поперечними гребенями, що не переривають абаксіальний кіль.

## Поширення
Ендемік Каліфорнії. Населяє пустельні чагарники, схили пагорбів, сухі річища, тріщини скель; на висотах 600–900 метрів.